# 유럽 연합법

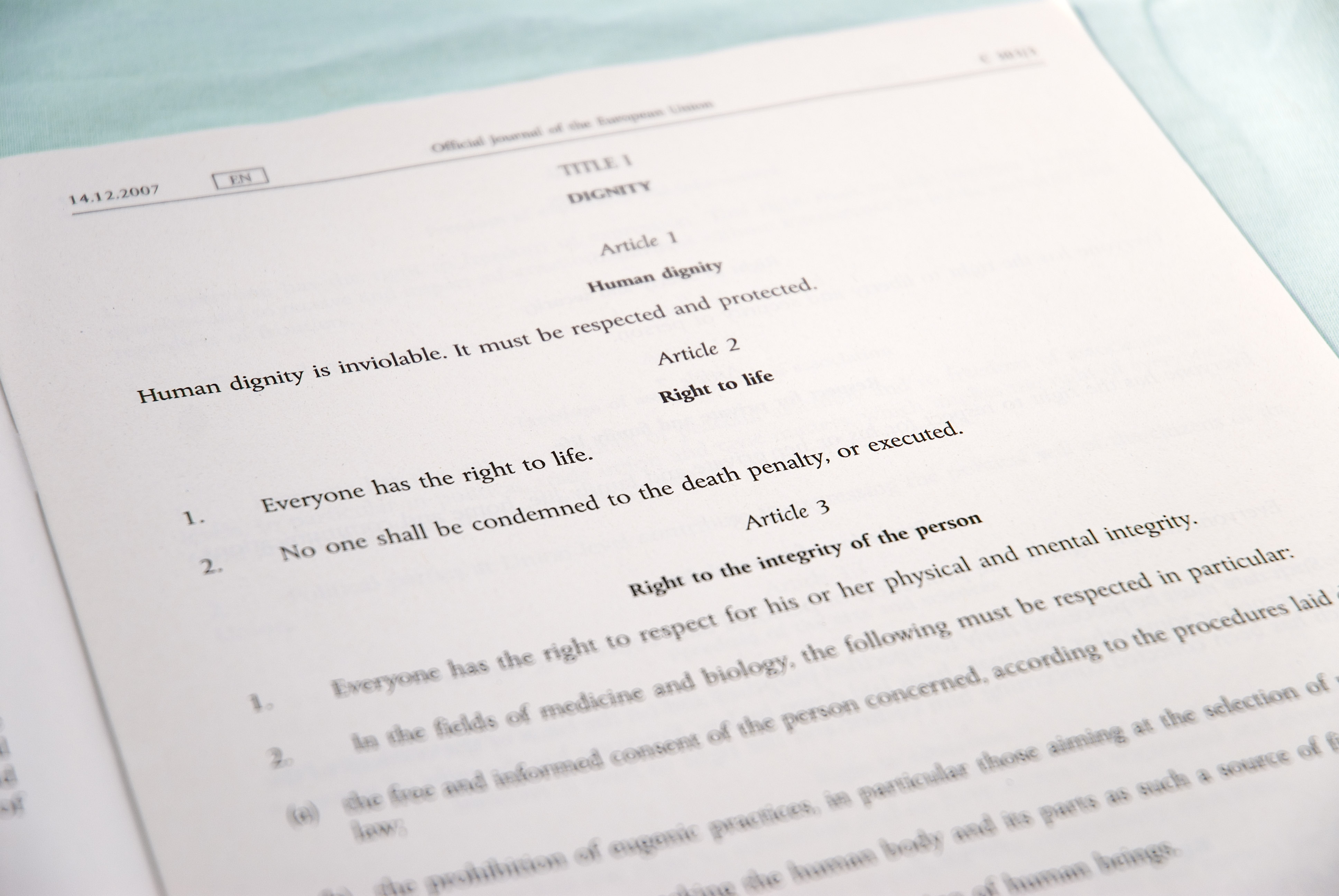

유럽 연합법(European Union law, EU법)은 유럽 연합 회원국의 법에 직간접적인 영향을 미치는 독자적인 법 체계이다. 헌법에 상응하는 법령은 유럽 연합의 조약, 법률에 상응하는 법령은 지침(Directive), 규칙(Regulation), 결정(Decision)이다. 유럽 연합의 입법 기관은 유럽 의회와 유럽 연합 이사회로 이루어진다.
유럽연합은 세계 제2차대전 이후 유럽석탄철강공동체를 설립한 이래로 세계 공동체에서 유럽인들의 평화와 사회정의를 구현하기 위해 노력해왔다. 유럽연합은 실체적인 정치적 기구를 갖고 있으며, 인간의 협동과 진보라는 목표를 달성하기 위하여 개별 회원국들의 이해를 초월하는 각종 사회적 경제적 정책들을 실행하고 있다. 유럽사법재판소(Court of Justice)에 따르면, 유럽연합은 곧 "국제법의 새로운 법적 질서(a new legal order of international law)"를 나타낸다. 유럽연합의 법적 기초는 '유럽연합에 관한 조약(Treaty on European Union)'과 '유럽연합의 기능에 관한 조약(Treaty on the Functioning of the European Union)'이며, 이들은 당시 28개 회원국 정부들의 만장일치로 체결되었다. 유럽연합에 새로 가입하려는 국가는 연합의 규범을 따르고 이행할 것에 동의해야 하고, 기존의 회원국들은 "자국의 헌법적 요건"에 따라서 탈퇴를 결정할 수 있다. 사람들은 의회(Parliament)나 또는 개별 회원국 정부를 통하여 유럽연합의 입법과정에 참여할 권리를 부여받는다. 집행위원회(European Commission)는 입법절차를 개시하고, 각료이사회(Council of European Union)는 개별 회원국 정부를 대표하며, 의회는 유럽연합 시민들에 의해 선출된다. 유럽사법재판소(Court of Justice)은 법치주의(rule of law)와 인권(human rights)을 준수해야만 한다. 유럽사법재판소(Court of justice)에 따르면, 유럽연합은 "단지 경제적 통합"만을 목표로 하는 것이 아니라, "사회적 진보를 보장하고 인간의 삶과 노동 조건을 끊임없이 개선시켜가는 것"을 목표로 한다.

## 헌법
비록  유럽연합은 성문화된 헌법(Constitutional law)을 가지고 있지는 않지만, 다른 모든 정치체제(political body)와 같이 기존적인 통치구조를 "구성하는(constitute)" 법률들을 가지고 있다. 유럽연합의 주요 헌법적 법원(sources)은 '유럽연합에 관한 조약(Treaty on European Union)'과 '유럽연합의 기능에 관한 조약(Treaty on the Functioning of the European Union)'이다. 이 둘은 당시 28개 회원국 정부들의 동의 및 확정에 의해 체결되었다. 이 조약들은 유럽연합의 기구들의 설립에 대한 근거를 제공하고, 기구들의 권한과 책임 사항들을 열거하고 있으며, 유럽연합이 지침(Directives) 또는 규칙(Regulations)의 형태로 입법할 수 있는 영역들에 대해 설명하고 있다. 집행위원회(European Commission)은 입법제안을 개시할 수 있다. 통상적인 입법 절차 기간 동안, 회원국 정부들의 각료들로 구성된 각료이사회(Council)와 시민들에 의해 선출된 유럽의회(European Parliament)는 제시된 입법안을 수정할 수 있고, 법을 통과시키기 위해서는 이들의 동의가 필요하다. 집행위원회(Commission)는 유럽연합법을 시행하는 다양한 기구들과 부서들을 감독한다. 각국의 각료들로 구성되는 각료이사회(Council of European Union)와 구별되는 유럽연합 정상회의(European council)는 수상이나 대통령 등 각국의 수반으로 구성된다. 정상회의에서 집행위원들(Commissioners)과 유럽중앙은헹(European Central Bank)의 이사회가 임명된다. 유럽연합 대법원(European Court of Justice)은 유럽연합법을 해석하는 최고등 법원이고 선례를 통해 법리를 발전시켜간다. 대법원은 조약 사항들에 따라 유럽연합 기구들의 활동에 대한 적법성 심사를 할 수 있고(can review the legality of the EU institutions' actions), 또한 회원국들과 시민들의 유럽연합법 위반을 결정할 수 있다.

### 조약
유럽연합에 관한 조약(Treaty on European Union, 'TEU')과 유럽연합의 기능에 관한 조약(Treaty on the Functioning of the European Union, 'TFEU')은 유럽연합법의 주된 법원(sources)이다.